# نمرة
نمرة؛ هي حاضرة وعاصمة العرضية الشمالية ان لم تكن عاصمة العرضيات ويوجد بها مركز إمارة و بلدية و مخفر للشرطة ومركز للدفاع المدني ويوجد بها فرع للبنك الأهلي التجاري وأسواق عبدالله العثيم والنهضة ويوجد بها والعديد من المدارس ومركز إشراف تربوي(مكتب تربية وتعليم) والعديد من الأسواق ويوجد بها سوق شعبي يوم الأحد ويوم الاثنين ويوم الأربعاء ويوم الخميس المتواجد في قرية المعقص

## الإدارات الحكومية
- مركز شرطة نمره
- المحكمة العامة بالعرضية الشمالية
- مركز التنمية الاجتماعية بالعرضية الشمالية
- مركز بلدية العرضية الشمالية
- مركز الإشراف التربوي (التربية والتعليم)
- مركز سجن محافظة العرضيات
- جمعية البر الخيرية بالعرضية الشمالية
- مستشفى نمرة العام
- مركز الدفاع المدني بالعرضية الشمالية
- مكتب الضمان الاجتماعي
- مركز الكلى
- فرع وزارة المواصلات
- مدرسة الأندلس الثانوية
- متوسطة وثانوية نمرة
- مدرسة الصفي بنين
- مدرسة العز عبد السلام متوسطة
- مدرسة ثانوية بنات نمرة
- مدرسة ابتدائية نمرة الأولى للبنات

## الموقع
تقع في الجنوب الغربي من المملكة العربية السعودية،
يحدها من الشرق محافظة بلجرشي ومن الغرب محافظة القنفذة ومن الشمال محافظة المخواة ومن الجنوب العرضية الجنوبية

## المناخ
معتدل شتاء 15° شديد الحرارة صيفا 48°، وأمطار قليلة نسبيًا، تهطل الأمطار في فصل الربيع والصيف.

## أودية وجبال
- وادي الخيطان
- وادي رحمان
- المدارات
- المطل